# Fontaine de la Paix
La fontaine de la Paix ou fontaine de la Paix et des Arts, anciennement appelée fontaine du Marché-Saint-Germain, est une fontaine de Paris commandée par Napoléon Ier en 1807, qui fait l’objet d’une inscription au titre des monuments historiques depuis le 6 février 1926.

## Situation et accès
Elle est installée dans la promenade de l'allée du Séminaire - Jean-Jacques-Olier qui longe la rue Bonaparte, dans le 6e arrondissement de Paris, non loin de la place Saint-Sulpice.

## Description
C'est une fontaine dans un style néo-classique, très proche de la fontaine de Mars qui date de la même époque. Un massif carré surmonté de frontons triangulaires est placé au centre d'un bassin carré. Les quatre faces sont décorées de bas-reliefs allégoriques du sculpteur Jean-Joseph Espercieux qui représentent l'Agriculture, le Commerce, les Sciences et les Arts et la Paix. Sur deux faces opposées, une vasque en forme de coquille de bénitier recueille l'eau provenant d'un orifice avant qu'elle ne s'écoule dans le bassin général entourant la fontaine.

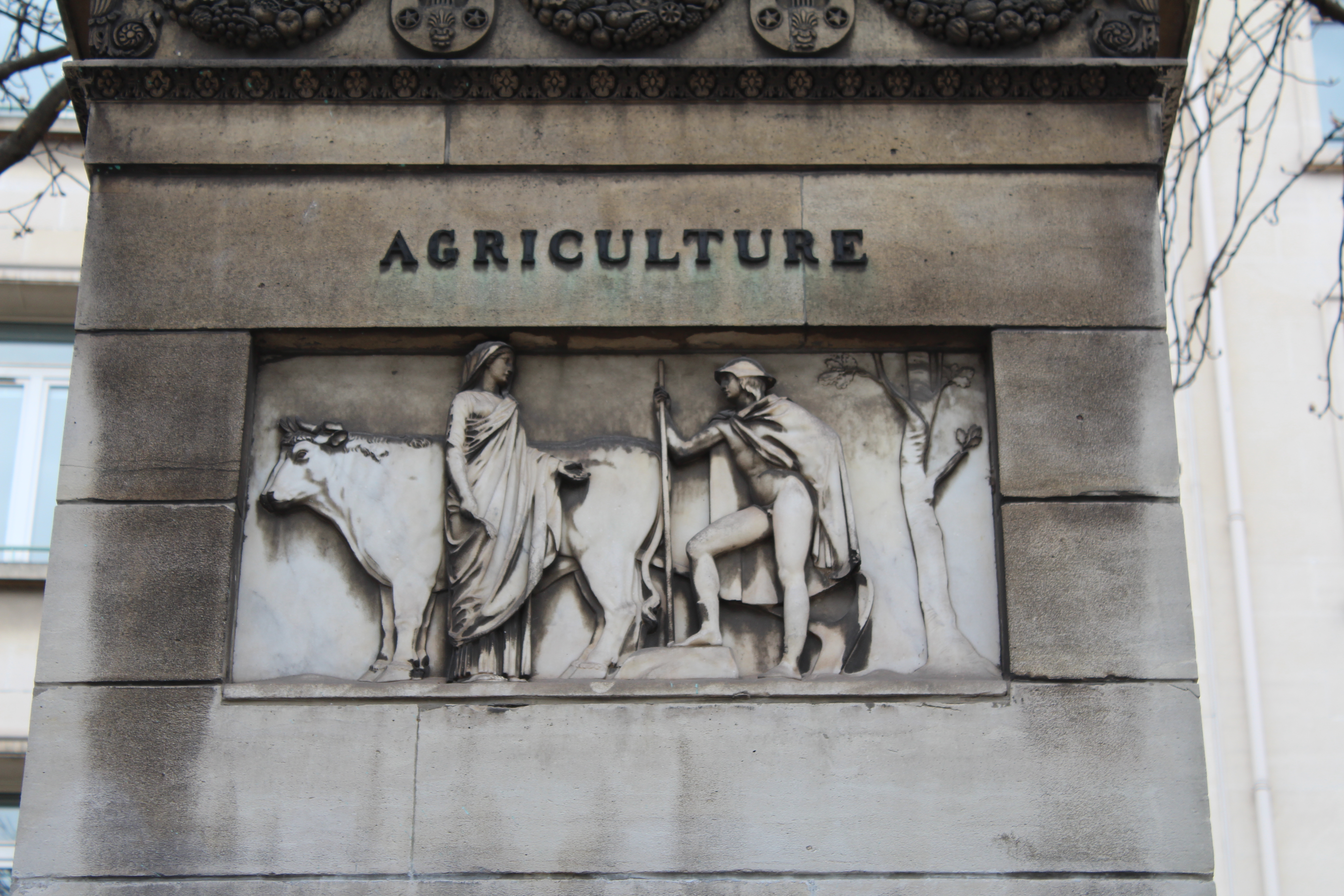
Bas-relief de l'Agriculture.
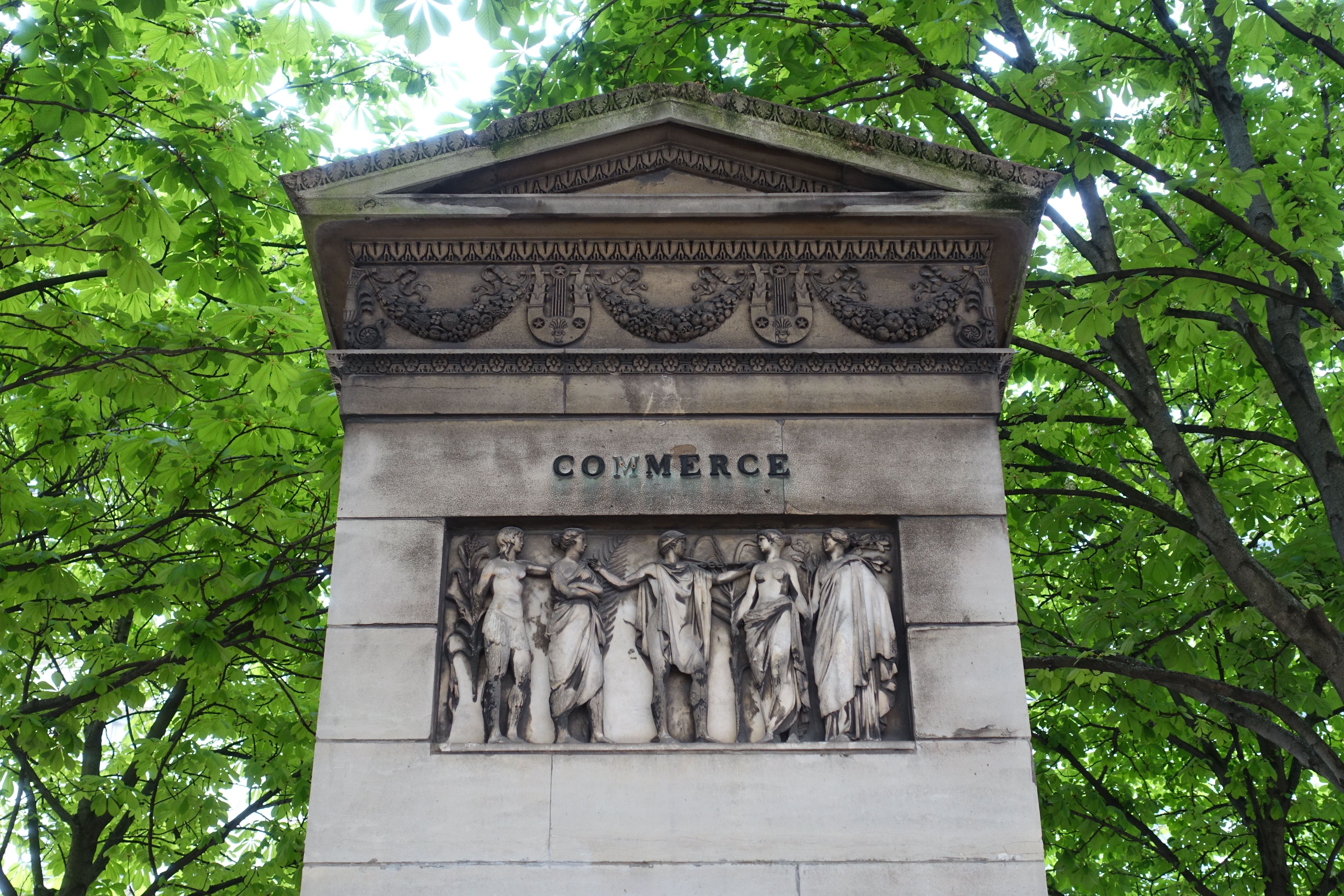
Bas-relief du Commerce.
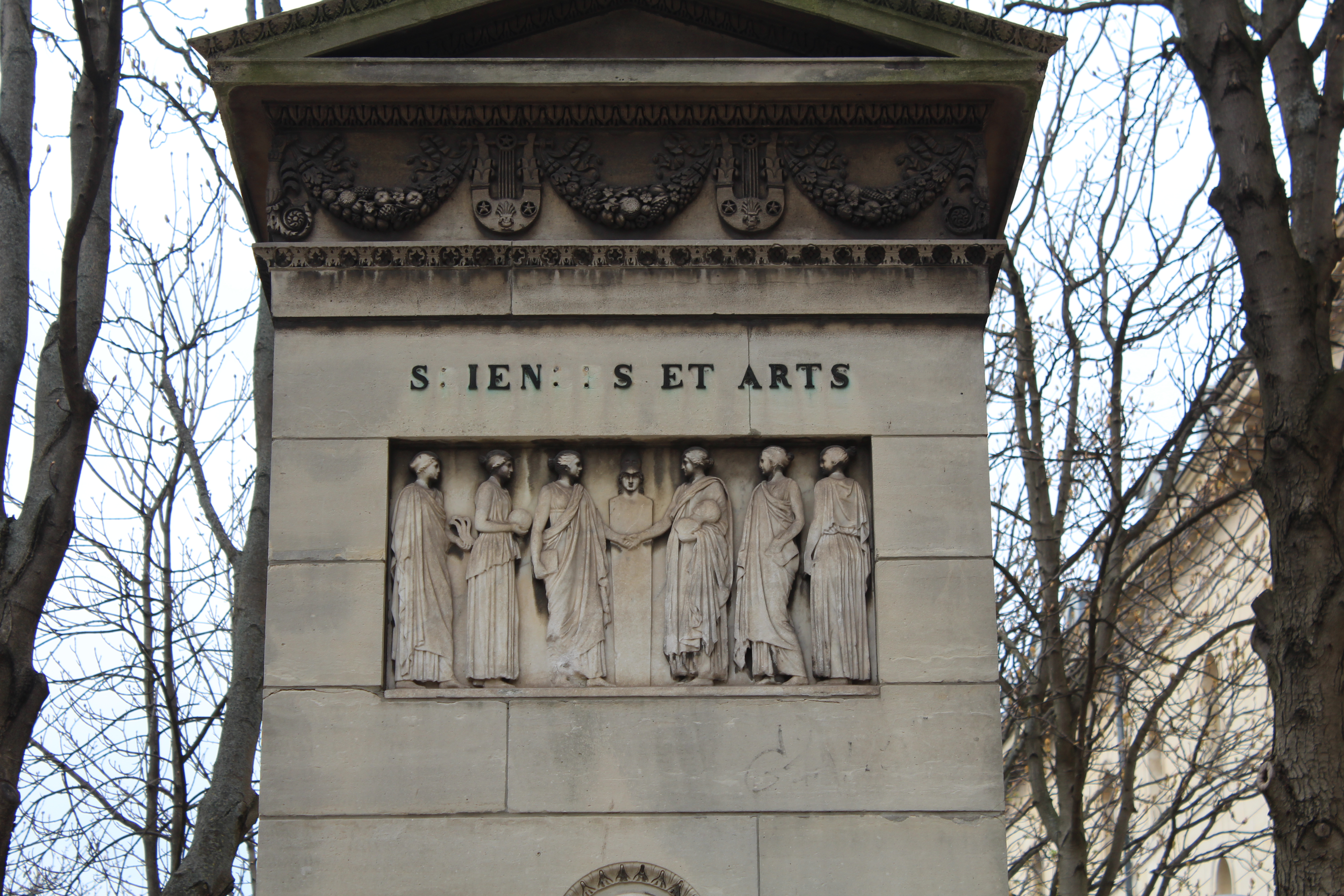
Bas-relief des Sciences et des Arts.
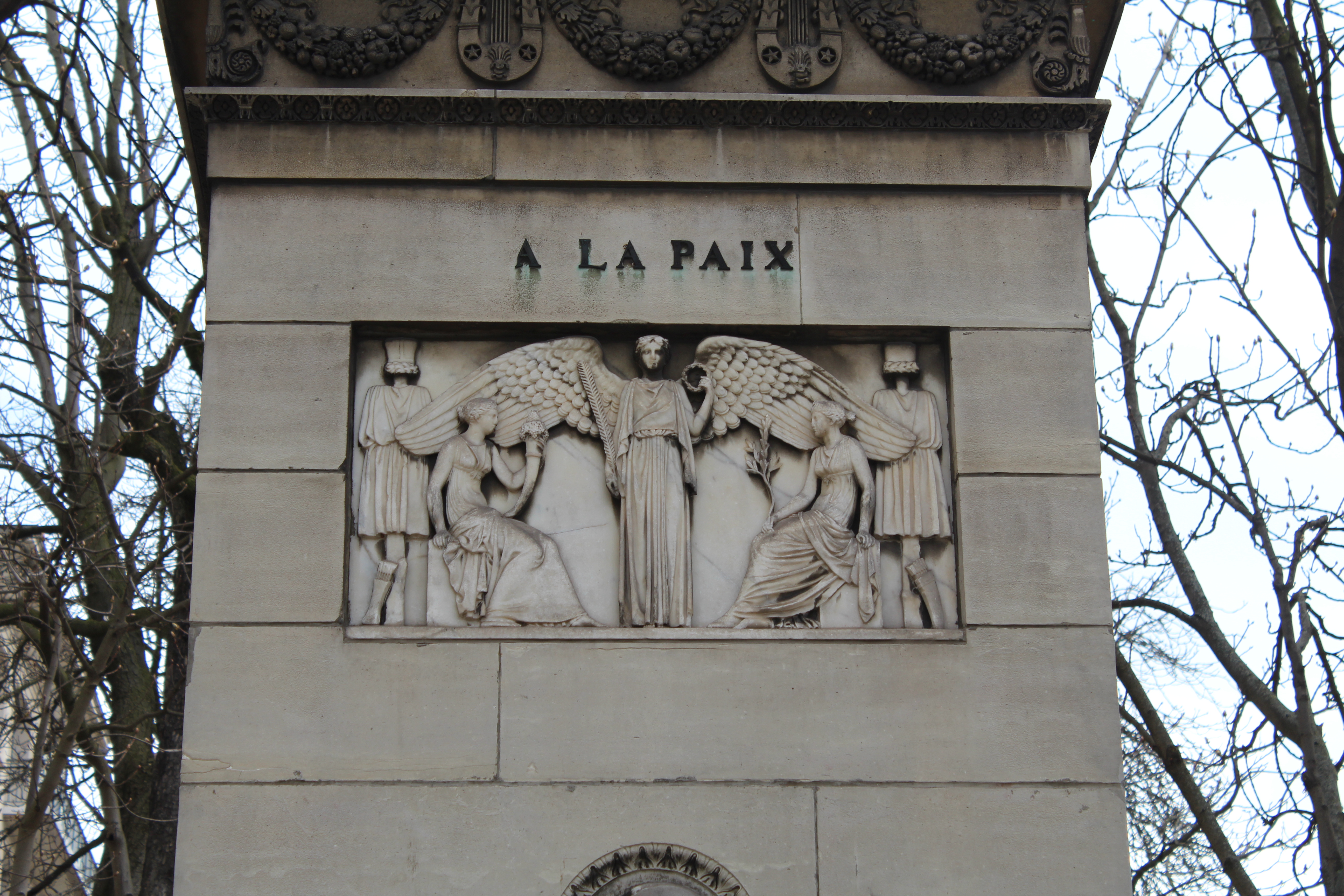
Bas-relief de la Paix.

## Historique
Cette fontaine fait partie des quinze fontaines qui devaient être mises en service dans Paris après l'achèvement du canal de l'Ourcq. L'architecte Athanase Détournelle l'avait conçue pour être édifiée sur la place du Châtelet à la demande de Napoléon Ier pour commémorer le traité de paix d'Amiens, mais en 1807, il fut décidé de la construire en périphérie de la place Saint-Sulpice. Elle n'y resta que jusqu'en 1824, année où elle fut reléguée dans le marché Saint-Germain, l'imposante fontaine Saint-Sulpice devant occuper le centre de la place. En 1935, elle est à nouveau déplacée pour occuper son emplacement actuel, dans l'allée du Séminaire, jardin ouvert et arboré qui monte en terrasse jusqu'à la rue de Vaugirard du côté impair de la rue Bonaparte. Cette allée venait d'être créée par la destruction des bâtiments de la Communauté des filles de l'instruction chrétienne.
La fontaine a été restaurée en 2019 et 2020.

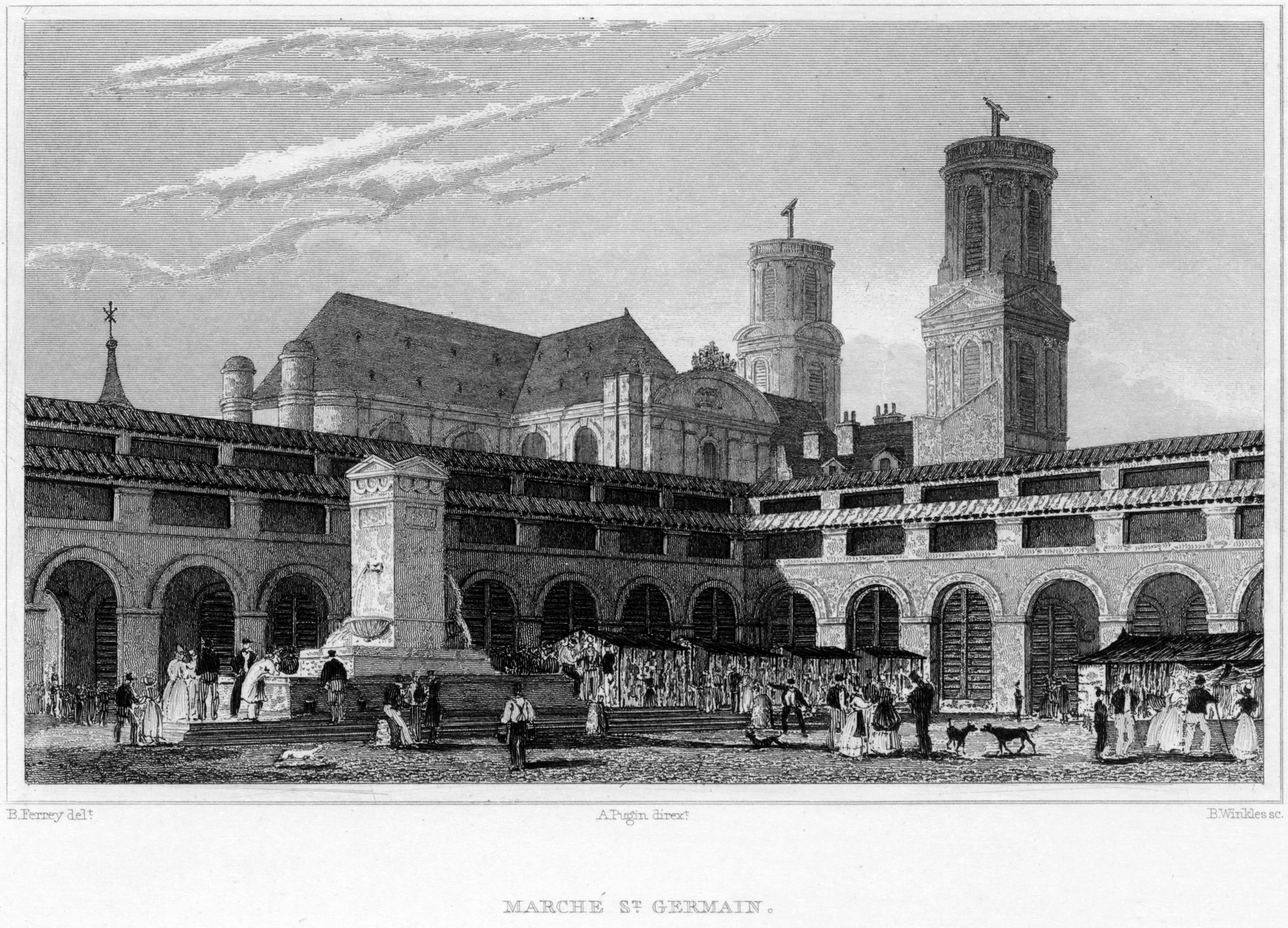
La Fontaine de la Paix et des Arts, au centre du marché Saint Germain en 1831.
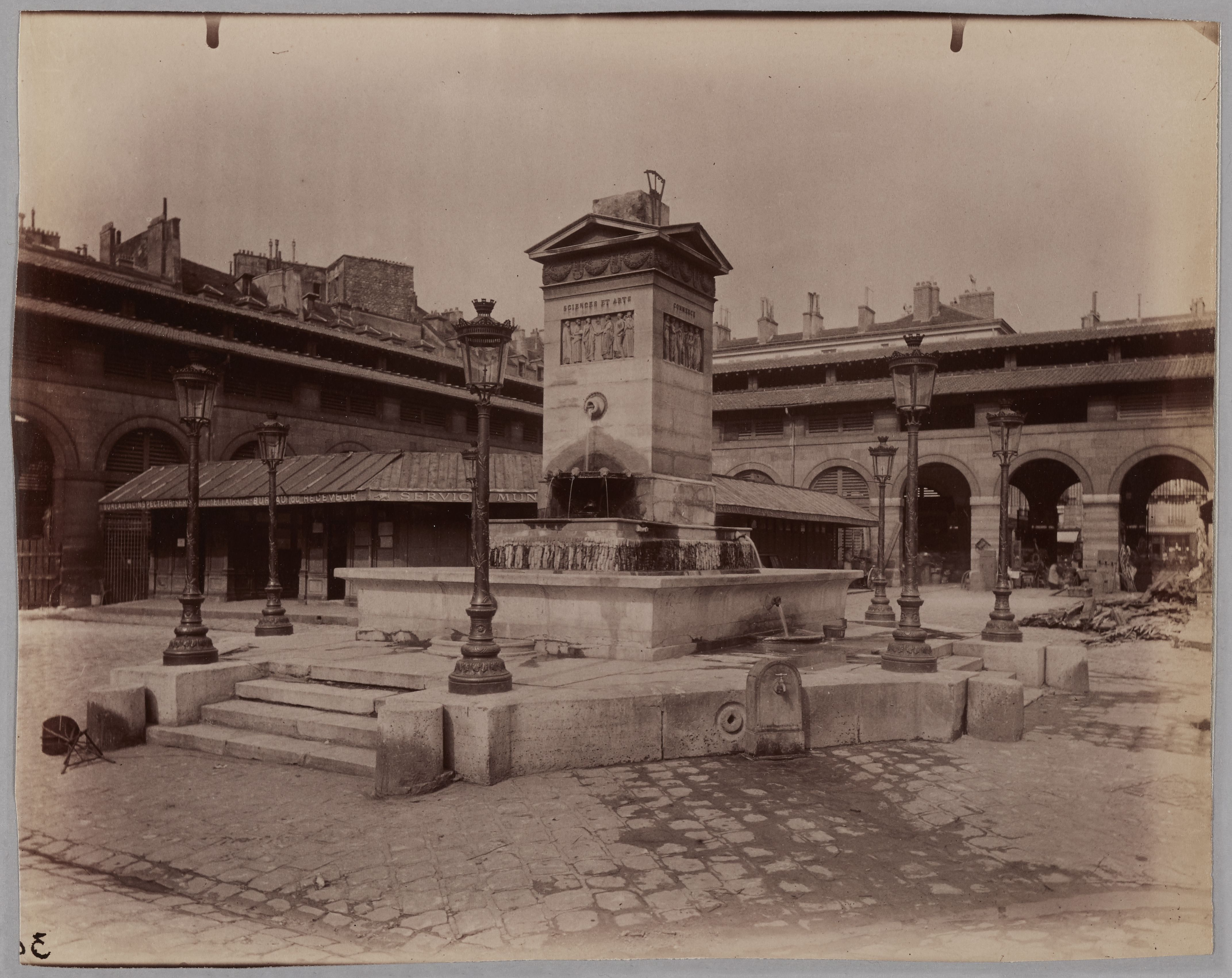
La Fontaine de la Paix et des Arts en 1898.